# Sudice (okres Blansko)
Obec Sudice se nachází v okrese Blansko v Jihomoravském kraji. Žije zde 465 obyvatel.

## Název
Jméno vsi (v nejstarší podobě Sudici) bylo odvozeno od osobního jména Sud(a), což byla domácká podoba některého jména obsahujícího Sud- (např. Sudomír, Sudslav, Sudivoj). Význam místního jména tak byl "Sudovi lidé".

## Historie
První písemná zmínka o obci Sudice pochází z roku 1145, kdy došlo k výměně pozemků mezi premonstrátským klášterem v Litomyšli a vévodou Otou I., která zahrnovala i dvě pole v Sudicích. V roce 1274 klášter Hradisko vyměnil Sudice u Hermanna z Letovic za vesnici Bohušín. Později získali Sudice páni z Boskovic.

Od roku 1850 tvořily Sudice samostatnou obec v okrese Boskovice. V roce 1856 získala panství Boskovice včetně statku Pastvisko rodina Mensdorff-Pouilly. Požárem v roce 1848 vyhořely téměř celé Sudice. V roce 1882 vyhořely
stodoly a kůlny deseti gruntů. Přestavbami po požárech pak byl setřen starobylý
ráz vesnice. V roce 1887 vznikl dobrovolný hasičský sbor.
V době druhé světové války se v Sudicích u místních obyvatel ukrývali partyzáni hledaní gestapem, které sídlilo v nedalekých Boskovicích, a působili zde rovněž Vlasovci, kteří byli na konci války postupující Rudou armádou pochytáni a popraveni. Sudice jsou obklopeny zalesněnými kopci, kolem Sudic a kolem okolních obcí došlo k mnoha archeologickým nálezům z nejstarších období lidstva.
Od 1. července 1980 do 31. prosince 1991 byla obec součástí města Boskovice.

## Škola
V obci se nachází Církevní mateřská a základní škola Sudice, provozovaná Českobratrskou církví evangelickou a začleněná do sítě Evangelické akademie.

### Historie
Škola sídlí v historické budově bývalé evangelické školy na návsi, která byla postavena v roce 1862. Objekt v minulosti sloužil také jako modlitebna kazatelské stanice sboru ČCE Boskovice a později jako zařízení chráněného bydlení. Církevní škola byla zřízena rozhodnutím Ministerstva školství v březnu 2022 jako samostatný právní subjekt.

### Provoz a charakteristika
Po rekonstrukci, financované z darů, grantů, příspěvků obce i veřejné sbírky, byla škola slavnostně otevřena v srpnu 2022. 
Škola pracuje podle pedagogiky Začít spolu, s důrazem na ekologickou a místně zakotvenou výchovu, individuální přístup, komunitní charakter a křesťanské hodnoty. Výuka probíhá také v přírodě v okolí Boskovické brázdy a je doplněna týdenní výukou biblických příběhů vedenou evangelickým farářem Jiřím Burešem.

## Pamětihodnosti
- Mlýn
- Budova školy – na návsi

## Galerie

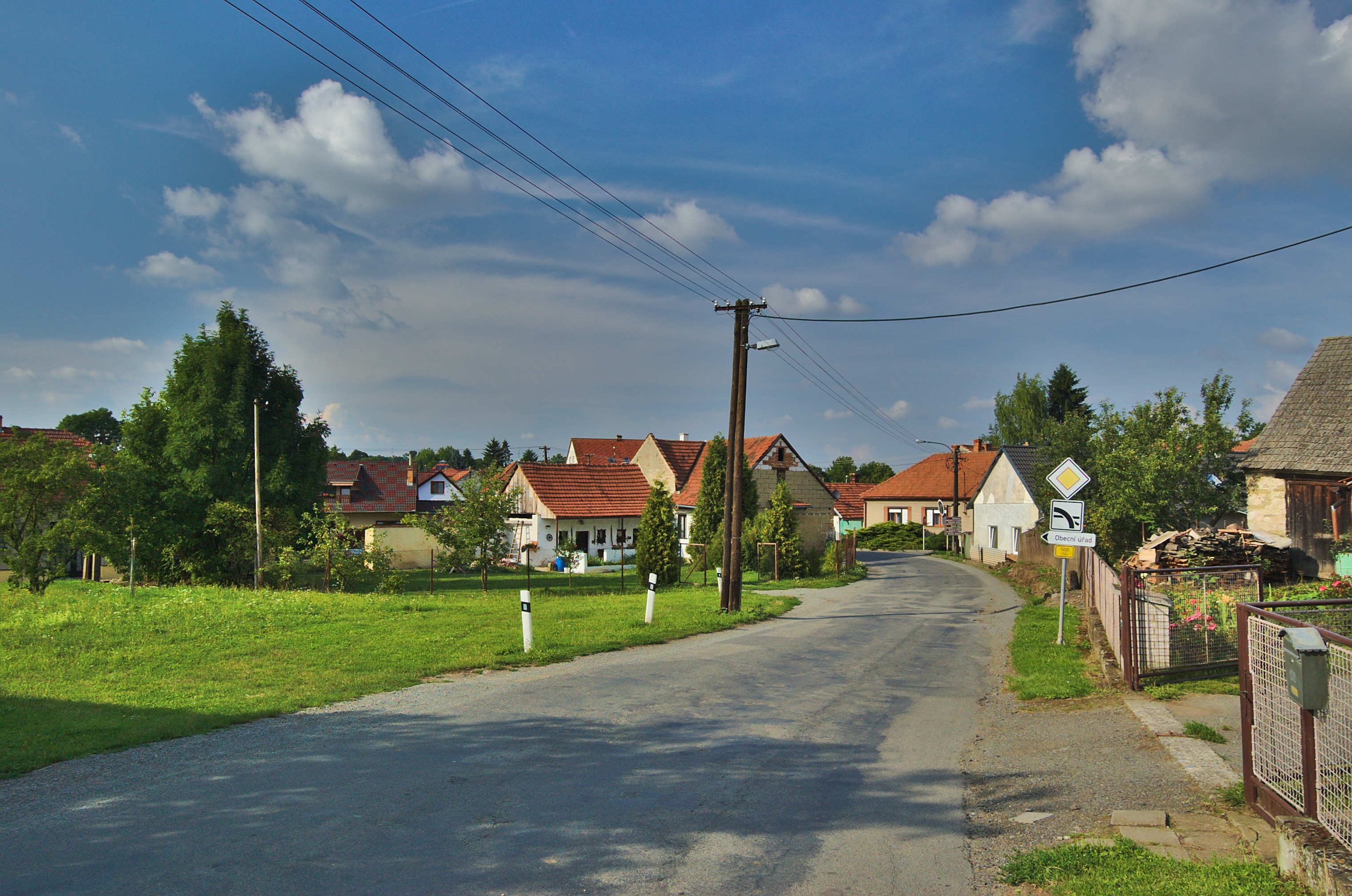
Pohled do obce
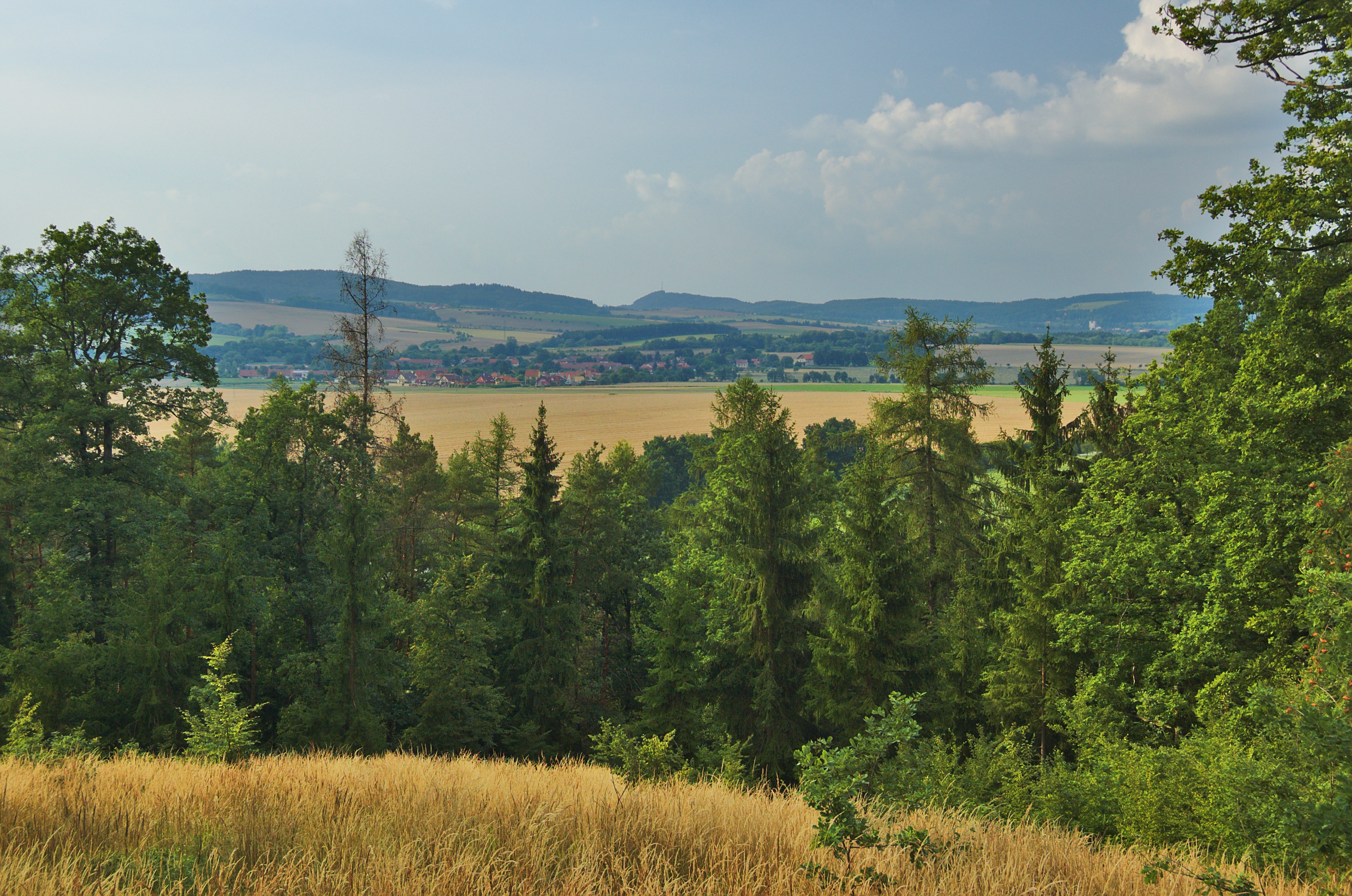
Pohled na Sudice od jihovýchodu
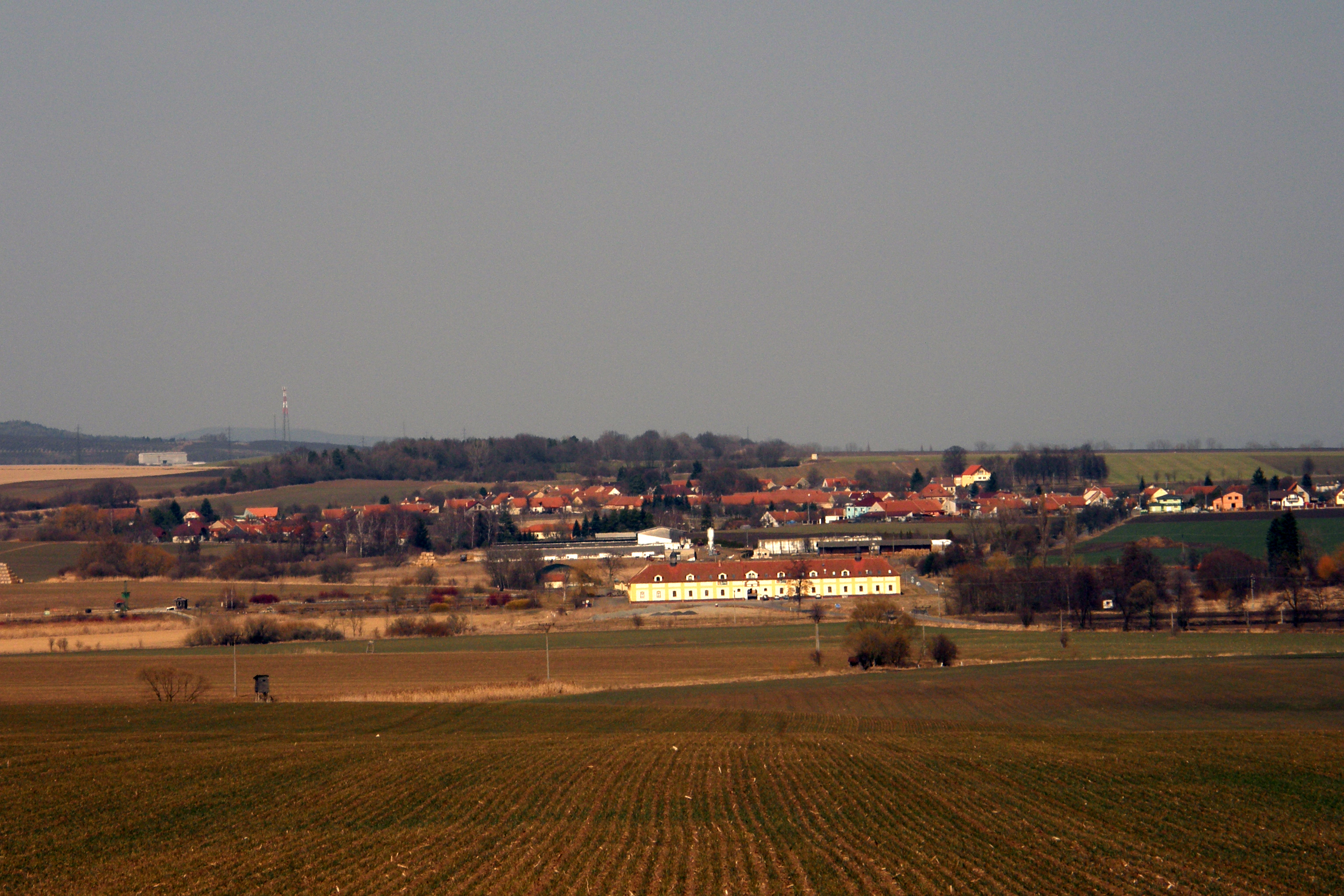
Pohled od jihu
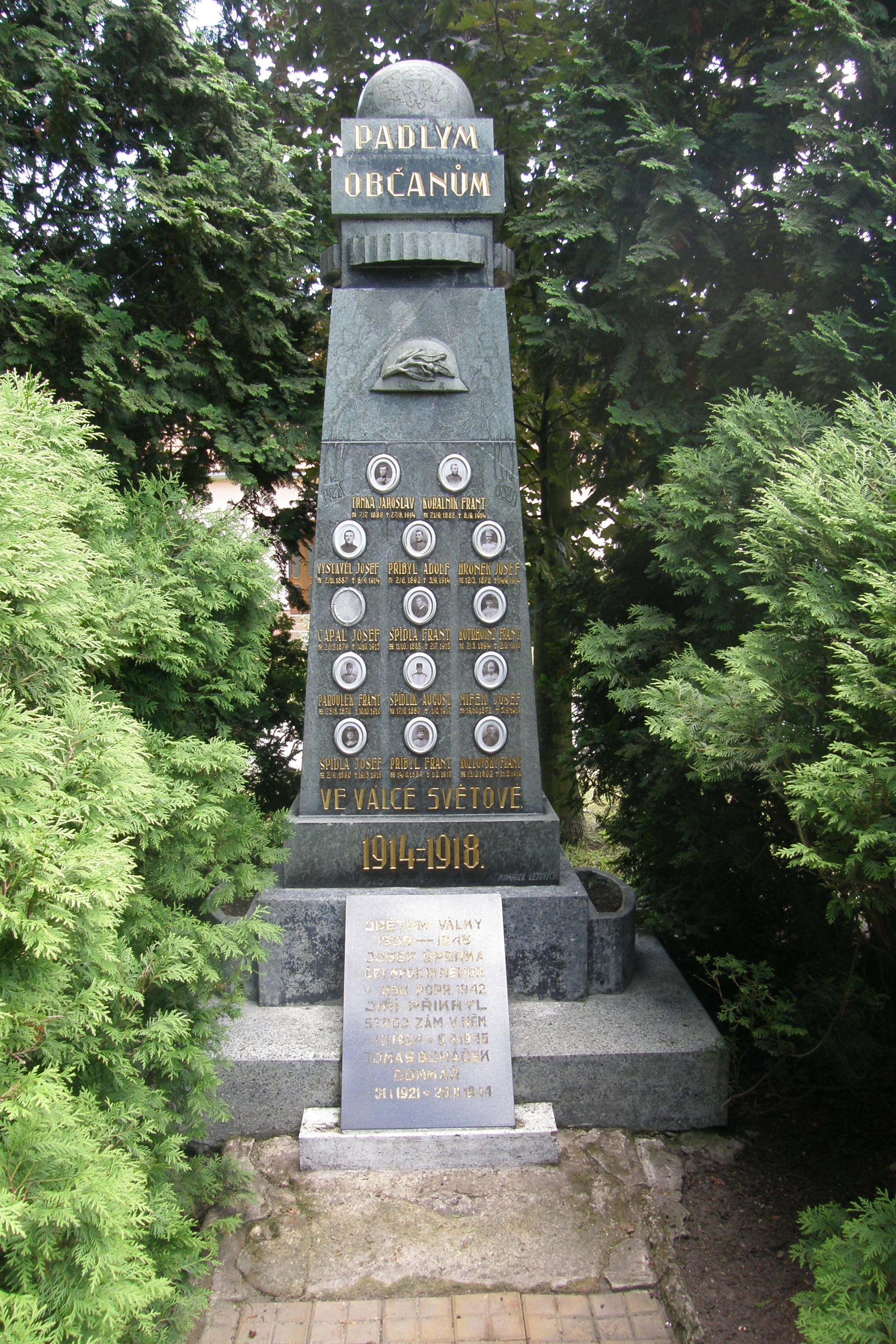
Pomník
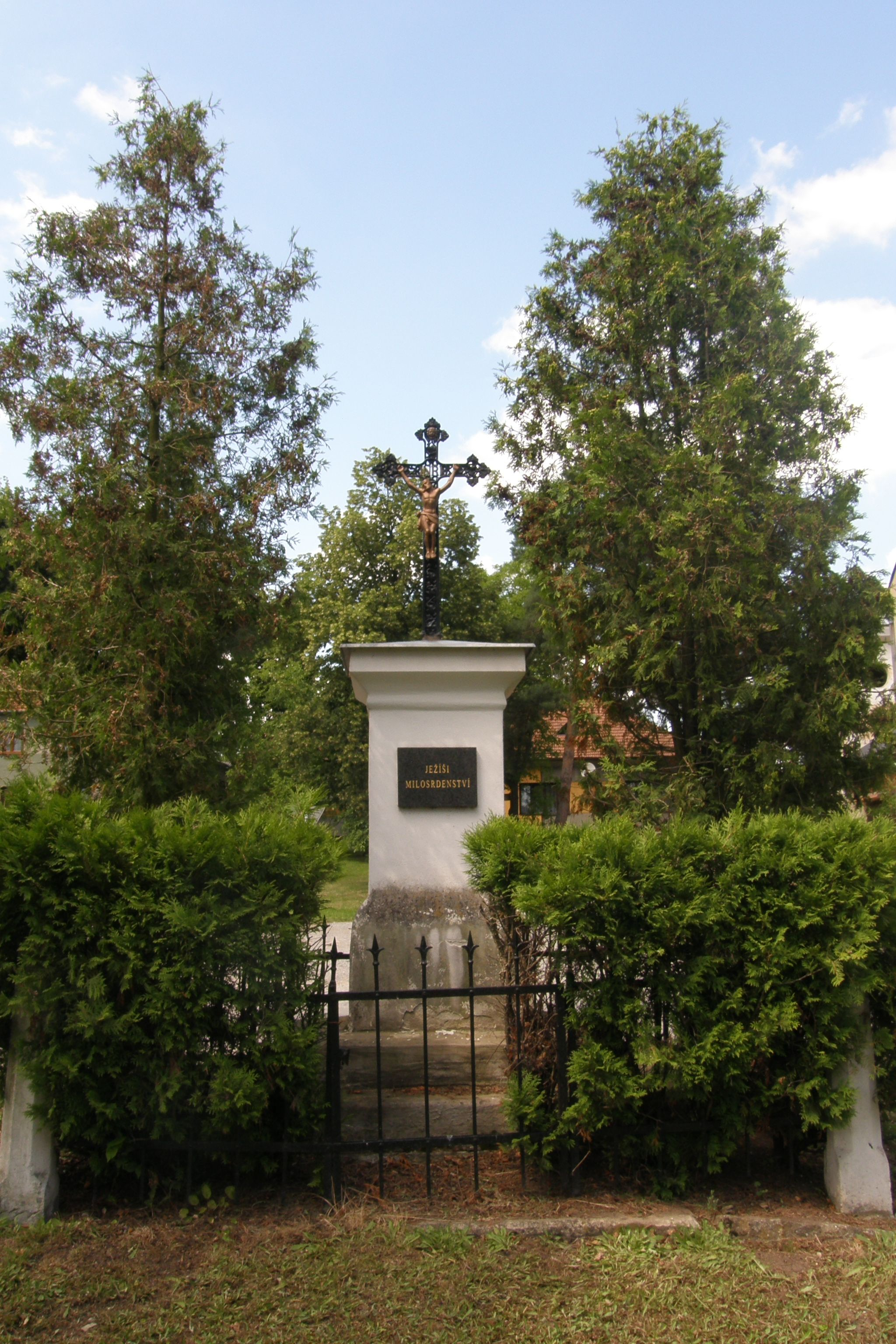
Kříž
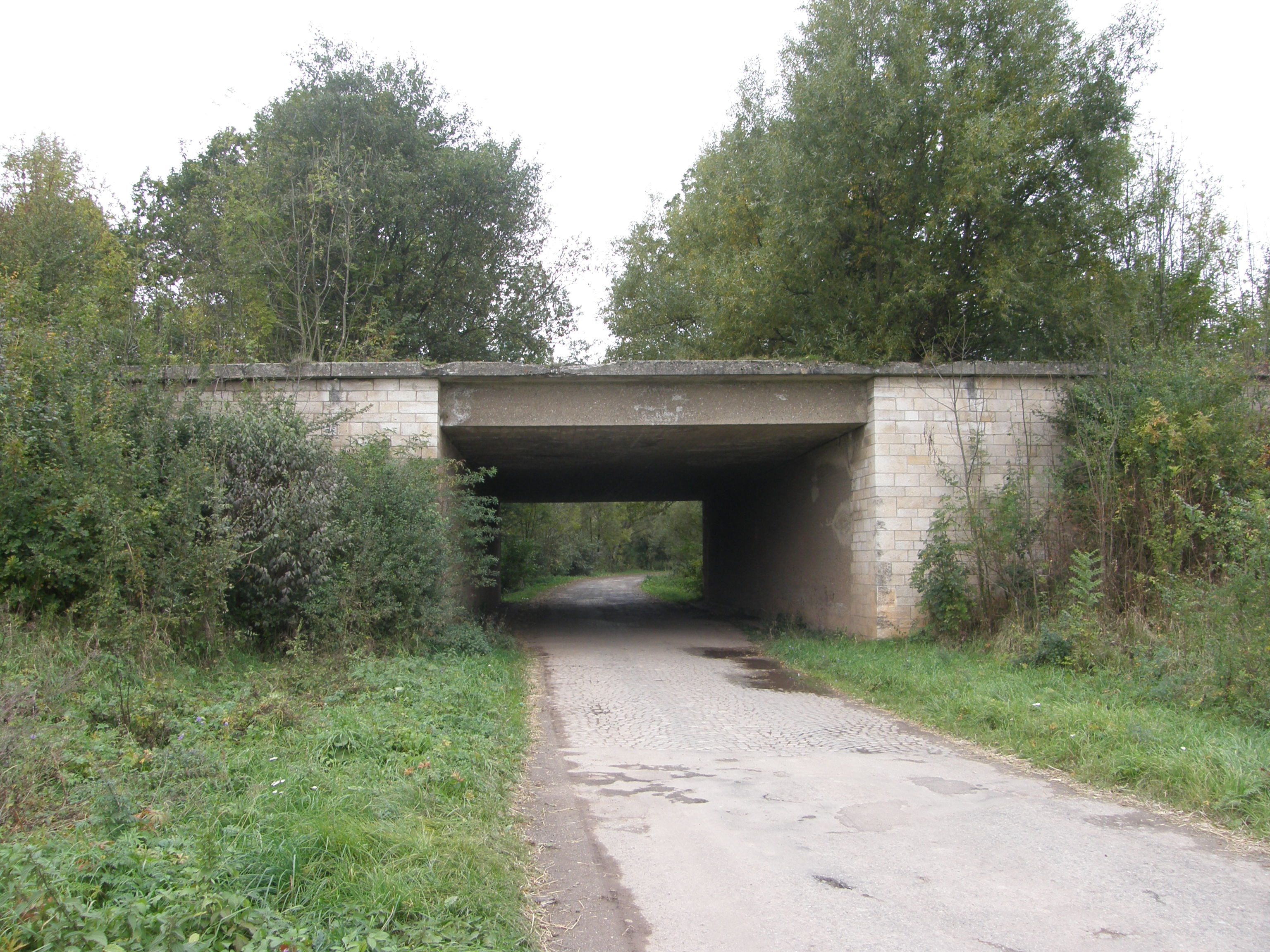
Podjezd pod hitlerovou dálnicí
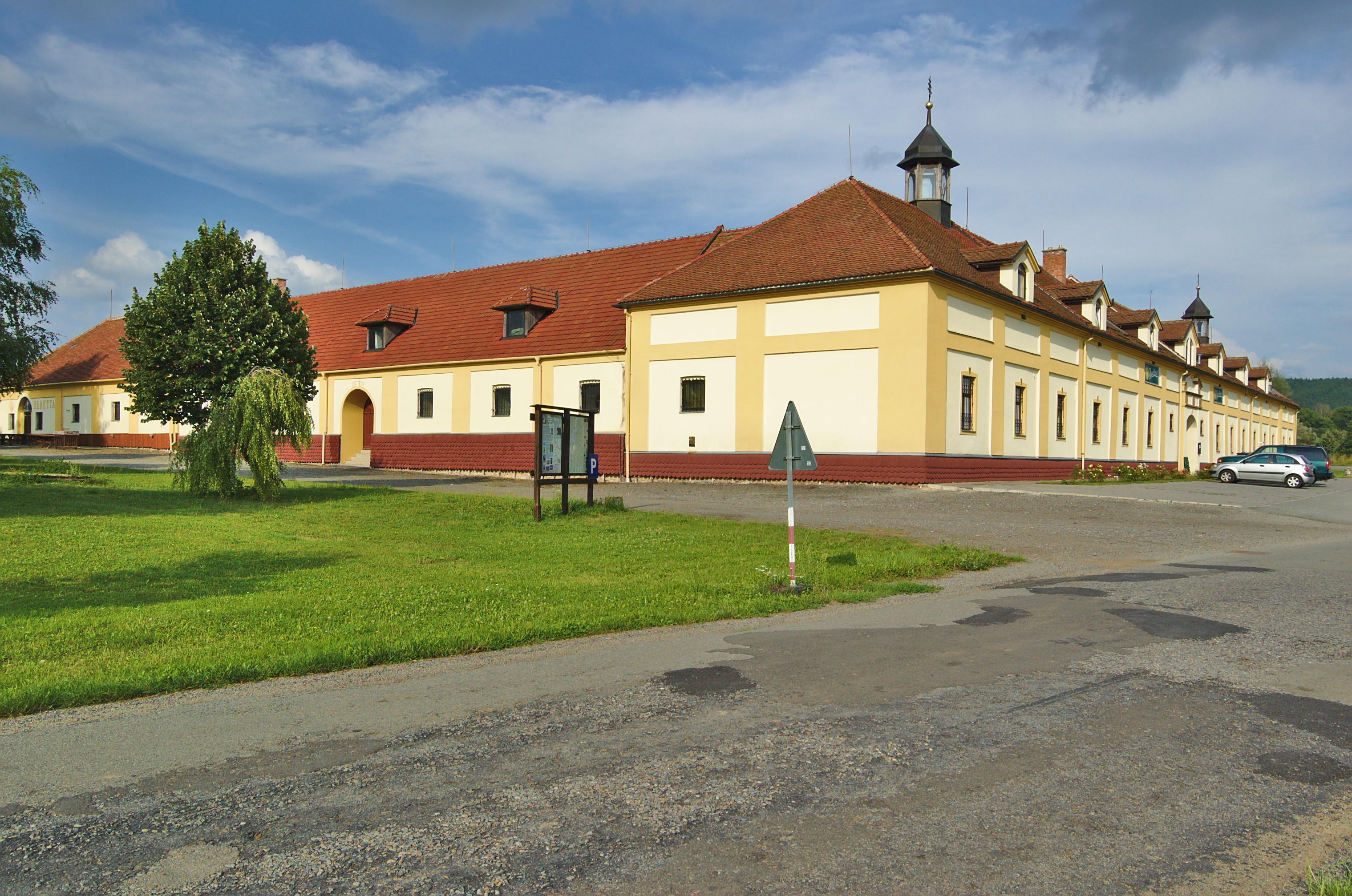
Sudický dvůr
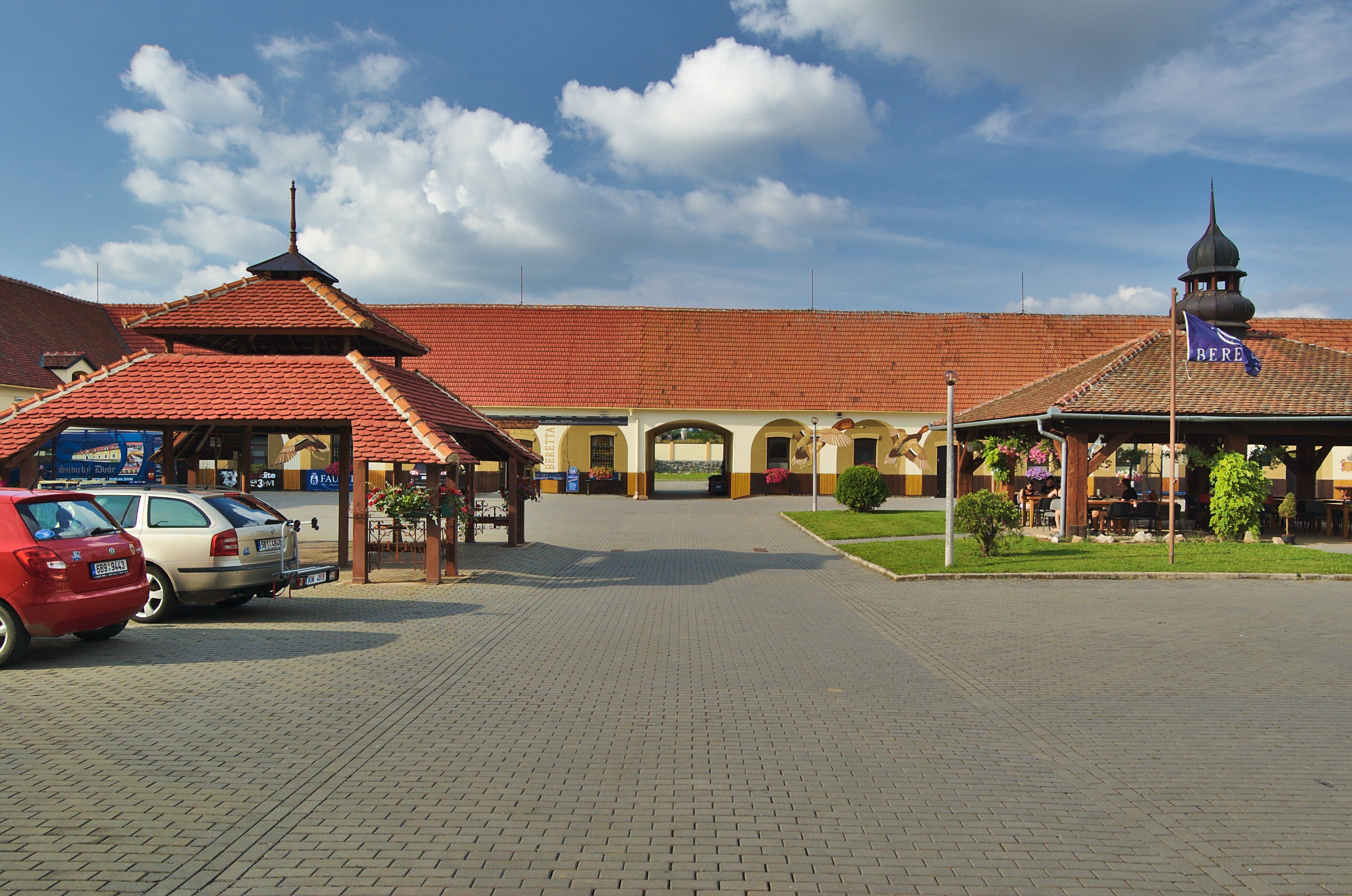
Sudický dvůr
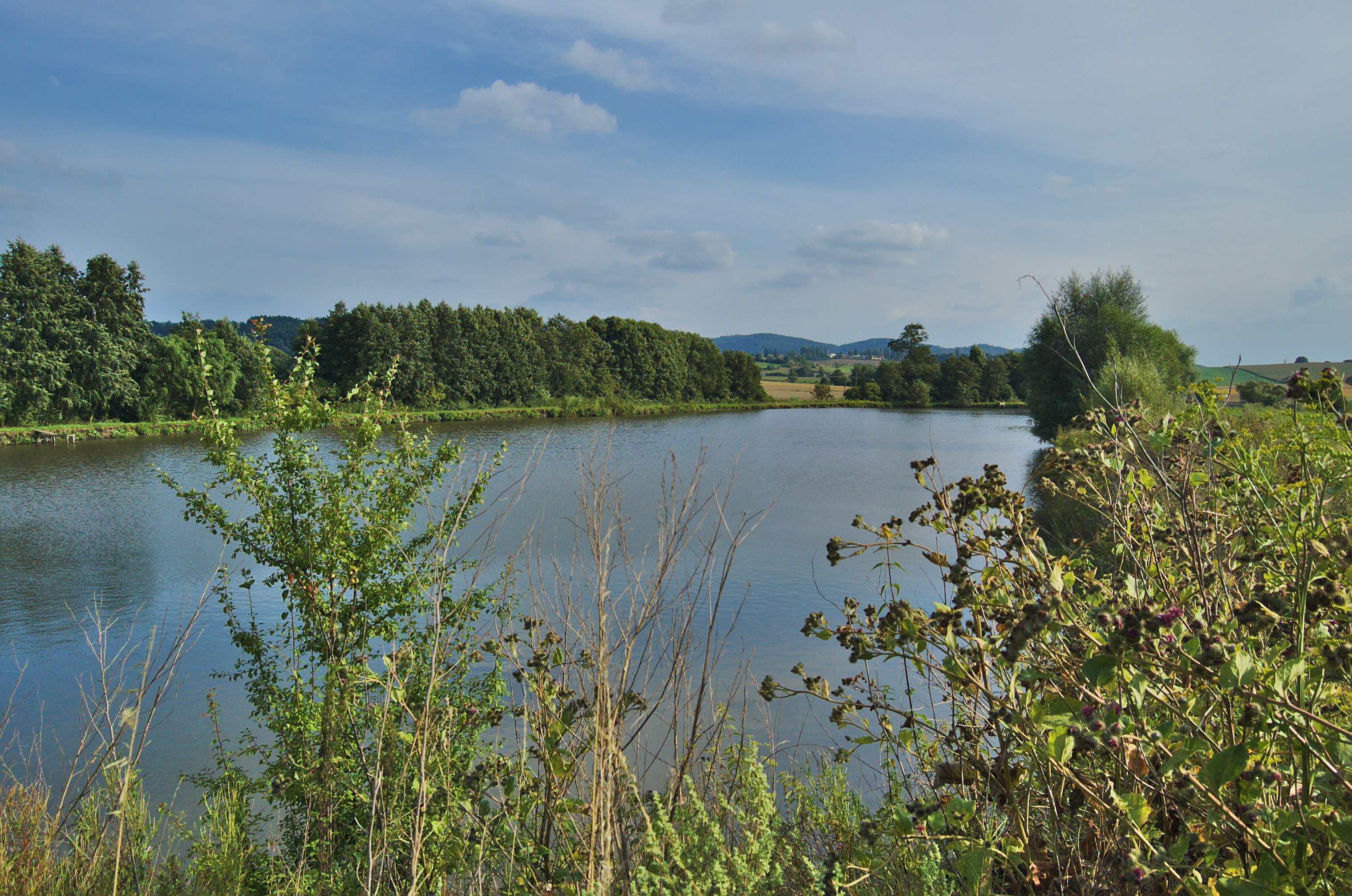
Rybník u Sudického dvora